# ایستگاه قطار شهری شهید کاوه
ایستگاه قطار شهری شهید کاوه یکی از ایستگاه‌های خط ۲ قطار شهری مشهد است که در ابتدای رضاشهر قرار دارد. این ایستگاه در نزدیکی بوستان کوهسنگی، قنادی جام عسل و جایگاه CNG جمهوری قرار دارد. نزدیک‌ترین ایستگاه اتوبوس به این مکان، ایستگاه اتوبوس میدان شهید کاوه است.
ایستگاه شهید کاوه دوازدهمین ایستگاه در این خط است. در تاریخ ۵ مرداد ۱۳۹۸ این ایستگاه افتتاح گردید. در تاریخ ۱۸ مرداد ۱۳۹۷ مراسم رسمی افتتاح ایستگاه شهید کاوه با حضور اسحاق جهانگیری معاون اول رئیس‌جمهور برگزار گردید.
در سال ۱۳۹۸، ایستگاه شهید کاوه سومین ایستگاه پرتردد خط دو بود.
این ایستگاه از ساعت ۶ صبح تا ۱۰ شب فعال است.  هزینه بلیط بستگی به نوع کارت بلیط (تک‌سفره یا چندسفره) دارد. به‌طور میانگین، هزینه‌ها در سال‌های اخیر در بازه ۱۵۰۰ تا ۲۰۰۰ تومان بوده است.